# Suzanne Pleshette
Suzanne Pleshette (n. 31 ianuarie 1937, New York City, New York, SUA – d. 19 ianuarie 2008, Los Angeles, California, SUA) a fost o actriță americană de film, de teatru și de televiziune. Printre cele mai cunoscute filme ale sale se numără Păsările (1963), Nevada Smith (1966), Fantoma lui Barbă Neagră (1968) și Dacă e marți, e Belgia (1969). 

## Biografie

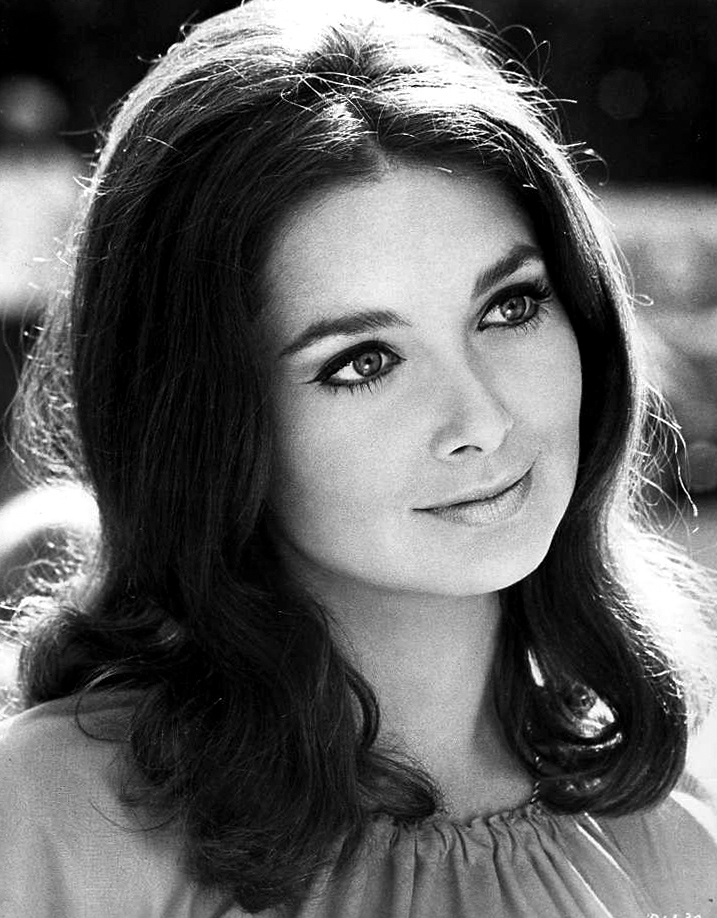
Suzanne Pleshette în 1969

Suzanne Pleshette s-a născut în Brooklyn Heights, New York în 1937, singurul copil al dansatoarei Gloria Kaplan și al managerului de teatru Eugene Pleshette. La vârsta de doisprezece ani a urmat New Yorker High School of the performing Arts, urmat de Universitatea Syracuse, Colegiul Finch și școala de actorie a lui Sanford Meisner.
Pleshette a jucat unul dintre primele ei roluri în filmul lui Jerry Lewis din 1958 Băiatul gheișă. De fapt, adevărata ei carieră a început la sfârșitul anilor 1950, inițial cu multe roluri mici în producțiile de televiziune din SUA. Printre altele, a jucat în trei episoade din serialul medical Dr. Kildare. Descoperirea ei a fost în 1963, în rolul profesoarei Annie Hayworth din filmul lui Alfred Hitchcock Păsările. Au urmat nenumărate apariții în seriale de televiziune (de exemplu în Bonanza, Gunsmoke, Your Appearance, Al Mundy, Ironside, Columbo sau Kojak și un angajament permanent ca Emily Hartley în Bob Newhart Show. De la mijlocul anilor 1960 a fost văzută sau auzită și în unele filme Disney. În serialul Sisters (Nightingales, 1989) de Aaron Spelling, în rolul directoarei școlii. În ultimii ani ai vieții ei a apărut, printre altele, în sitcom-urile Will & Grace și în My Wild Daughters.
Pleshette a jucat cu succes și teatru pe Broadway.
În august 2006, agentul ei Joel Dean a anunțat că Suzanne Pleshette a fost diagnosticată cu cancer pulmonar și este în curs de tratament. A murit de această boală în ianuarie 2008, cu câteva zile înainte de a împlini 71 de ani. Pe 31 ianuarie 2008, Suzanne Pleshette a fost onorată postum cu o stea pe Hollywood Walk of Fame, Tina Sinatra a preluat premiul în numele ei.

## Viața privată
În 1964, Pleshette s-a căsătorit cu actorul Troy Donahue, dar căsătoria a durat doar opt luni. În 1968 s-a căsătorit cu antreprenorul Thomas J. Gallagher. Căsătoria a durat până la moartea lui Gallagher în 2000. Un an mai târziu, Pleshette s-a căsătorit cu actorul Tom Poston (d. 2007).

## Filmografie selectivă

### Cinema
- 1958 Băiatul gheișă (The Geisha Boy), regia Frank Tashlin
- 1962 Gli amanti devono imparare (Rome Adventure), regia Delmer Daves
- 1962 20 kg de încurcături (40 Pounds of Trouble), regia Norman Jewison
- 1963 Păsările (The Birds), regia Alfred Hitchcock
- 1963 Il muro dei dollari (Wall of Noise), regia Richard Wilson
- 1964 Far West (A Distant Trumpet), regia Raoul Walsh
- 1964 Destino in agguato (Fate Is the Hunter), regia Ralph Nelson
- 1964 Scandalo in società (Youngblood Hawke), regia dDelmer Daves
- 1965 A Rage to Live, regia Walter Grauman
- 1965 The Ugly Dachshund (The Ugly Dachshund), regia Norman Tokar
- 1966 Nevada Smith, regia Henry Hathaway
- 1966 Una donna senza volto (Mister Buddwing), regia Delbert Mann
- 1967 Un maggiordomo nel Far West (The Adventures of Bullwhip Griffin), regia James Neilson
- 1968 Fantoma lui Barbă Neagră (Blackbeard's Ghost), regia Robert Stevenson
- 1968 La forza invisibile (The Power), regia Byron Haskin
- 1969 Dacă e marți, e Belgia (If It's Tuesday, This Must Be Belgium), regia Mel Stuart
- 1969 Target: Harry (Target: Harry), regia Roger Corman
- 1970 Supponiamo che dichiarino la guerra e nessuno ci vada (Suppose They Gave a War and Nobody Came?), regia Hy Averback
- 1971 Support Your Local Gunfighter (Support Your Local Gunfighter), regia Burt Kennedy : Patience Barton
- 1976 Quello strano cane... di papà (The Shaggy D.A.), regia Robert Stevenson
- 1979 Roba che scotta (Hot Stuff), regia Dom DeLuise
- 1980 Oh, God! Book II, regia Gilbert Cates
- 1998 Regele Leu 2: Regatul lui Simba (The Lion King Format:II: Simba's Pride) (video) : Zira (voce)

### Seriale de televiziune
- 1965 Wild Wild West - sezonul 1, episodul 1 (The Night of the Inferno) : Lydia Monteran
- 1967 Wings of Fire : Kitty Sanborn
- 1967 Invadatorii (The Invaders) - (sezonul 1, episodul 3 : The Mutation) : Vikki
- 1971 Columbo (sezonul 1) : Helen Stewart
- 1985 Kojak : Dana Sutton
- 2002 Will & Grace : Lois Whitley
- 2003 8 Simple Rules : Laura

## Premii și nominalizări
În 1963, Suzanne Pleshette a primit „Golden Laurel” de la Premiile Laurel pentru „Top New Female Personality”. 
A fost nominalizată de două ori la Globul de Aur și a primit patru nominalizări la Emmy și o nominalizare la premiul Annie pentru rolul ei vocal din Regele Leu 2: Regatul lui Simba (1998).